# جوشيا تاكر

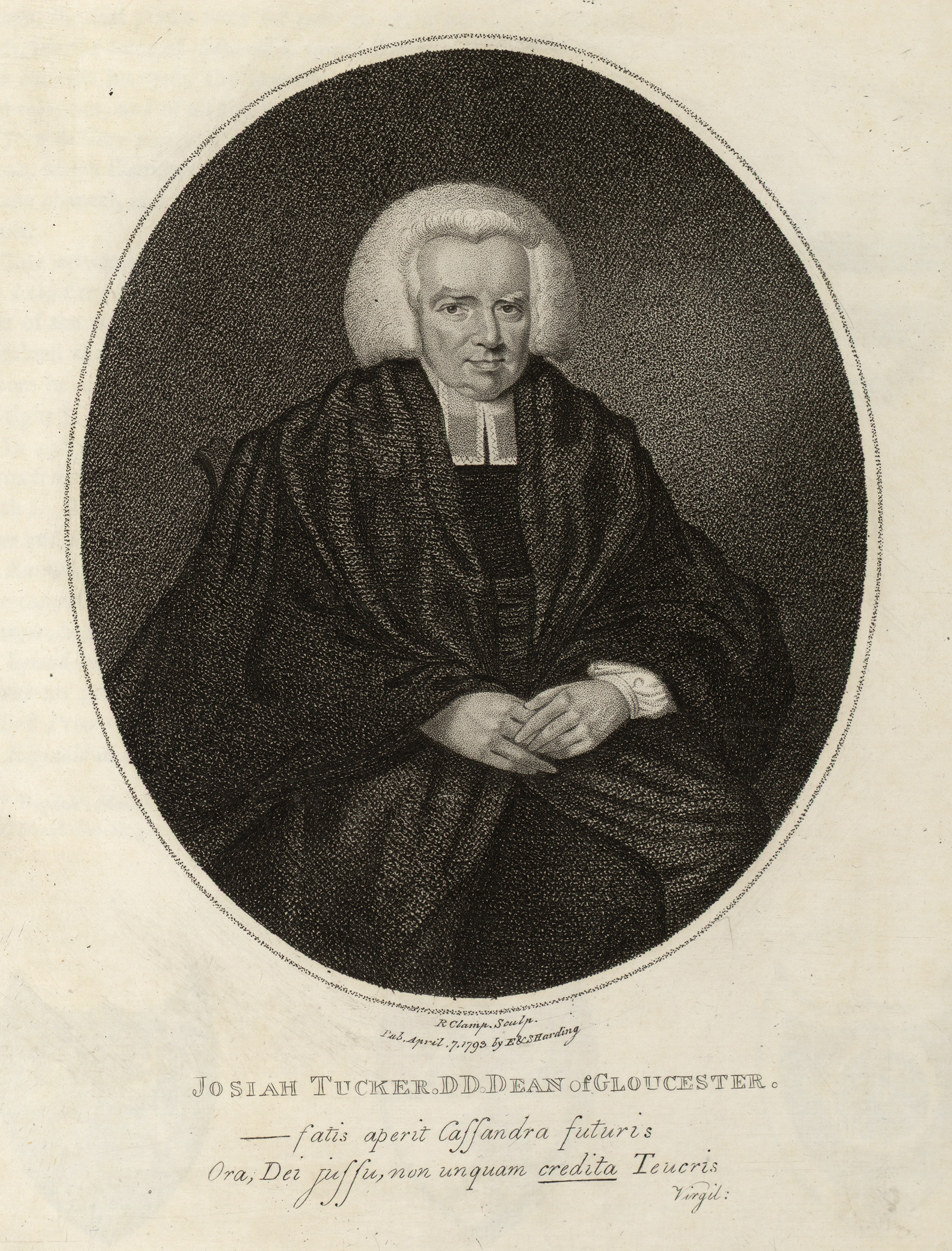
لوحة لجوشيا تاكر من القرن الثامن عشر

كان جوشيا تاكر (أو جوشياس) (ديسمبر 1713-4 نوفمبر 1799)، والمعروف أيضًا باسم دين تاكر، رجل دين ويلزي اشتهر كخبير اقتصادي وكاتب سياسي. كان مهتمًا في أعماله بالتجارة الحرة وتحرير اليهود واستقلال أمريكا، وأصبح عميدًا لكاتدرائية غلوستر.

## الحياة
وُلِدَ تاكر في لارن بكارمارثينشاير. ورث والده عقارًا صغيرًا بالقرب من آبريستويث، وأرسل ابنه إلى مدرسة روثين بدبيشير. حصل تاكر على منحة دراسية في كلية سانت جون بأكسفورد، وتخرج بدرجة البكالوريوس في عام 1736، والماجستير في عام 1739، والدكتوراه في عام 1755.
أصبح تاكر قسيسًا لكنيسة القديس ستيفن في بريستول في عام 1737، وأصبح بعد عامين قسيسًا لكنيسة جميع القديسين في نفس المدينة. عُيِّن في هيئة كهنوتية ثانوية في الكاتدرائية حيث لفت انتباه الأسقف جوزيف بتلر الذي عيّنه قسيسًا خاصًا لفترة من الزمن. نال تاكر ثقة المستشار الذي عينه راعيًا لكنيسة القديس ستيفن عند وفاة ألكسندر ستوبفورد كاتكوت في عام 1749.
انتُخب روبرت نوغنت في عام 1754 لتمثيل بريستول، ويُرجح أن نفوذ نوغنت كان له دور في ترقية تاكر لاحقًا. عُيِّن في المقعد الثالث ضمن المجمع الكنسي في بريستول في 28 أكتوبر 1756، وشغل منصب عميد كاتدرائية غلوستر في 13 يوليو 1758. رأى تاكر، بصفته عميدًا لغلوستر، شيئًا ما في ويليام واربورتون، الذي أصبح أسقفًا في عام 1759، بعد أن كان عميدًا سابقًا لبريستول. لم تكن العلاقة بينهما وديّة، إذ ذكر تاكر أن الأسقف اتهمه بجعل الدين تجارة والتجارة دينًا؛ وتقول رواية أخرى إن الشخص المعني بهذه الاتهامات هو صموئيل سكوير، الذي خلف واربرتون في منصب عميد بريستول.
أصيب تاكر بالمرض، وطلب الاستقالة من منصبه كقسيس في بريستول بشرط أن يخلفه مساعده في عام 1790. رفض المستشار منح هذا الوعد حتى وقّع مقدمو الالتماسات على عريضة نيابة عن القس بناءً على طلب تاكر. استقال تاكر بعد ذلك، وعُيِّنَ مساعده خلفًا له. توفي تاكر في 4 نوفمبر 1799 ودُفن في الجناح الجنوبي لكاتدرائية غلوستر حيث أقيم نصب تذكاري تكريمًا لذكراه.

## الأعمال والآراء
كان أول عمل منشور له هجومًا على الحركة الميثودية، وبرز في الجدل الذي نشأ في عام 1771 حول اقتراح إلغاء اشتراك رجال الدين في المواد التسع والثلاثين. دافع عن كنيسة إنجلترا ضد أندرو كيبيس، ولكنه قال إن بعض التخفيف من شروط الاشتراك أمر مرغوب فيه.
أبدى تاكر اهتمامًا بالشؤون السياسية والتجارية في بريستول. كشفت الأبحاث الحديثة تأثره بالمنهج الأخلاقي والفلسفة الأخلاقية للأسقف بتلر، والتي نقلها إلى خطاب اقتصادي مسيحي في منتصف القرن تقريبًا. ذاع صيته من خلال منشورات دعمت إجراءات لتجنيس البروتستانت واليهود الأجانب، وهي وجهة نظر غير شعبية لدرجة أنها أثارت غضب العامة إلى حد إحراق مجسمه في بريستول مع منشوراته. دعمت تلك المنشورات روبرت نوغنت، الذي قدم مشروع قانون في البرلمان عام 1753 لتجنيس الأجانب.
برز تاكر كخبير اقتصادي من خلال منشوره بعنوان مقال موجز عن المزايا والعيوب التي تواجه فرنسا وبريطانيا العظمى على التوالي فيما يتعلق بالتجارة (1749). تُرجم الكتاب إلى الفرنسية، ويُعتَقَد أنه أثر على الفيزيوقراطيين الفرنسيين اللاحقين (الاقتصاديين). كان تاكر مشهورًا بمعرفته بالتجارة، فطلب منه توماس هايتر، أسقف نورتش والمعلم الملكي آنذاك، في عام 1755 إعداد دراسة تسمى عناصر التجارة ونظرية الضرائب لتعليم الملك المستقبلي (جورج الثالث ملك بريطانيا العظمى). طُبِعَ جزء من الكتاب بشكل خاص، لكنه لم يكتمل أبدًا. يشير بعض الباحثين إلى أنه كان مصدر إلهام لبعض أفكار آدم سميث، وذلك على الرغم من إهماله لمدة قرن من الزمان بعد وفاته باعتباره كاتب منشورات مثيرة للجدل حول مسائل ذات أهمية عابرة.
نشر دليل سفر وصفي يسمى تعليمات للمسافرين في عام 1757، والذي كان جزءًا من عمل أكبر غير منشور يتعلق أيضًا بالاقتصاد، ويُعتقد أنه كان بتكليف من توماس هايتر. تتضمن التعليمات مناقشات حول الجوانب الأخلاقية والعملية للسفر، وذلك بالإضافة إلى الطرق المناسبة لتسجيل الملاحظات.
كان تاكر من أشد المعارضين للحروب لأسباب اقتصادية، ونشر في عام 1763 رسالة ضد «الذهاب إلى الحرب من أجل التجارة»، والتي ترجمها آن روبير جاك تيرجو، الذي ترجم سابقًا أحد كتيبات التجنس، وعناصر التجارة ونظرية الضرائب (والذي طُبِعَ بشكل خاص في عام 1755)، وترجمت إلى أسئلة حول التجارة في عام 1753. كتب تيرجو إلى تاكر بصيغة تحمل إشادة بأفكاره بعد بضع سنوات، وأرسل إليه نسخة من «تأملات حول تكوين الثروات». أشار تيرجو إلى زيارة تاكر إلى باريس، مما يعكس مكانة الأخير كاقتصادي مؤثر حتى في الأوساط الفكرية الفرنسية.
لفت تاكر انتباه المؤرخين الأميركيين منذ عام 1749 حين أكد أن المستعمرات الأميركية سوف تسعى إلى الاستقلال بمجرد أن تصبح قادرة على الاستغناء عن بريطانيا. كان مدافعًا ثابتًا عن فكرة الانفصال خلال حرب الاستقلال الأمريكية، فنشر كتيبات عديدة أبرزها سلسلة من الردود على بعض الاعتراضات الشعبية ضد الانفصال عن المستعمرات المتمردة (1776). جادل تاكر مع كل من إدموند بيرك وجون ويلكس حول المواقف تجاه المستعمرات البريطانية في أميركا، واتخذ موقفًا مميزًا بشأن حرب الاستقلال الأميركية. اعتبر تاكر عام 1766 أن الانفصال أمرًا حتميًا، ولكنه لم يكن ودودًا تجاه الأمريكيين، فاعتبر أن الانفصال ليس فقط مرغوبًا لبريطانيا، بل أكد أن الفكرة القائلة بأن التجارة مع المستعمرات تعود بالنفع على الوطن الأم ليست سوى وهم.
زعم تاكر أيضًا أن المستعمرات التي تنحرف عن مسارها سوف تتشاجر مع بعضها البعض، وستكون سعيدة بالعودة إلى الاتحاد السياسي. لم ترق هذه السياسة لأحد في إنجلترا، ورغم أن آراء تاكر حظيت بموافقة العديد من خبراء الاقتصاد في السنوات اللاحقة، فقد عومل لفترة من الوقت باعتباره كاساندرا، وهو الاسم الذي نشر به في الصحف. كانت أكثر منشوراته الأمريكية شعبية هي كوي بونو؟، الذي اتخذ شكل رسائل موجهة إلى جاك نيكير، والذي أكد فيها أن الحرب كانت خطأ لجميع الدول المعنية.
كان تاكر معارضًا سياسيًا لنظرية العقد الاجتماعي التي اعتنقها جميع الكتاب الرئيسيين في عصره. نشر في عام 1781 رسالة بشأن الحكومة المدنية، مهاجمًا مبادئ جون لوك التي تميل إلى الديمقراطية، ودعم الدستور البريطاني. طبق نظرياته مرة أخرى على النزاعات حول التجارة الأيرلندية مع بريطانيا العظمى في عام 1785.
كان تاكر داعمًا لفكرة زيادة عدد السكان البريطانيين، إلى الحد الذي دعا فيه إلى فرض ضريبة على العازبين، ورحب بالمهاجرين وندم على الهجرة إلى أمريكا. كان من أوائل المدافعين عن السوق الحرة، وكتب ضد الاحتكار في جميع أشكاله بما في ذلك الحقوق الحصرية لشركات التجارة الخارجية مثل شركة الهند الشرقية، وندد بقواعد النقابات التقييدية للتدريب المهني، وقوانين الملاحة وغيرها من العوائق التي تعترض حكم السوق غير المقيدة.

## العائلة
كانت زوجة تاكر الأولى أرملة فرانسيس وودوارد من غريمسبري بغلوسترشير، واهتم بتعليم ابن زوجته ريتشارد وودوارد، الذي أصبح فيما بعد عميد كلوغير وأسقف كلوين. تزوج تاكر مرة أخرى من مدبرة منزله السيدة كرو في عام 1781.